# الحكومة الجمهورية الإسبانية في المنفى
حكومة الجمهورية الإسبانية في المنفى (بالإسبانية: Gobierno de la República Española en el exilio) كانت حكومة في المنفى تتبع الجمهورية الإسبانية الثانية التي سقطت بعد انتصار قوات فرانثيسكو فرانكو في الحرب الأهلية الإسبانية. كانت موجودة حتى استعادة الديمقراطية البرلمانية في عام 1977.

## خلفية
في المنطقة الموالية للجمهورية في الحرب الأهلية الإسبانية، بدأ في 5 مارس 1939 انقلاب عسكري قاده العقيد سجسموندو كاسادو، قائد جيش الوسط، وبدعم من جميع القوى السياسية التي كانت تطالب بإنهاء الحرب الأهلية الإسبانية، حيث كانت تعتبر الحرب خاسرة بالكامل، ومن بين هذه القوى الاشتراكيون «المناهضون لنيغرين»، بقيادة خوليان بستيرو في مدريد، والأناركيون، والجمهوريون اليساريون.
أطاح انقلاب سجسموندو كاسادو بالحكومة الجمهورية بقيادة الاشتراكي خوان نيغرين، الذي كان يدافع عن مواصلة المقاومة رغم أن الوضع في الجمهورية كان يائسًا بعد سقوط كاتالونيا في بداية فبراير 1939. وقد نجح الانقلاب بعد أن اندلعت في مدريد حرب أهلية داخل الحرب الأهلية بين قوات «كاسادو» والحزب الشيوعي الإسباني، الذين كانوا الوحيدين، إلى جانب قطاع صغير من الحزب الاشتراكي الإسباني، الذين لا يزالون يدعمون سياسة المقاومة التي كان يتبناها نيغرين.
عندها تم تشكيل مجلس الدفاع الوطني الذي بدأ المفاوضات مع المعسكر المتمرد، لكن «الجنراليسيمو» فرانكو، كما كرر في عدة مناسبات، لم يقبل سوى بالاستسلام غير المشروط من الجيش الجمهوري الإسباني. وهكذا، احتلت قوات فرانكو مدريد، وبلنسية، وكل منطقة الوسط-الجنوب، وهي آخر منطقة إسبانية كانت تحت سلطة الجمهورية الإسبانية الثانية، دون أن تواجه مقاومة تُذكر. وهكذا انتهت حرب استمرت قرابة ثلاث سنوات.

## تاريخ
بعد سقوط الجمهورية في أبريل 1939، نفي الرئيس (مانويل أثانيا) ورئيس الوزراء (خوان نيغرين) إلى فرنسا. استقال أثانيا من منصبه وتوفي في نوفمبر 1940. خلفه دييغو مارتينيز باريو كرئيس، والذي كان كذلك رئيسًا للوزراء عام 1936. وعقب احتلال فرنسا، أعيد تشكيل الحكومة في المكسيك التي استمرت في الاعتراف بالجمهورية تحت حكم الرئيس اليساري لازارو كارديناس، مع أن نيغرين قضى سنوات الحرب في لندن. استقال نيغرين من منصب رئيس الوزراء في عام 1945 وخلفه خوسيه غيرال.
كان لدى الجمهوريين المنفيين حتى عام 1945 آمال كبيرة أن تتم إزاحة نظام فرانكو من السلطة من قبل الحلفاء المنتصرين وأنهم سيكونون قادرين على العودة إلى إسبانيا في نهاية الحرب العالمية الثانية في أوروبا. عندما خابت هذه الآمال، تلاشى دور الحكومة في المنفى وتحولت إلى دور رمزي بحت. عادت الحكومة إلى باريس عام 1946. كانت هناك أيضًا حكومة الباسك في المنفى والحكومة الكتالونية في المنفى.
في فترة ما بعد الحرب مباشرة أقامت الحكومة علاقات دبلوماسية مع المكسيك وبنما وغواتيمالا وفنزويلا وبولندا وتشيكوسلوفاكيا والمجر ويوغوسلافيا ورومانيا وألبانيا. لكن الولايات المتحدة والمملكة المتحدة وفرنسا والاتحاد السوفيتي لم تعترف بها.
بعد وفاة فرانكو عام 1975، بدأ الملك خوان كارلوس الأول عملية انتقال ديمقراطي. وفي عام 1977 وافق الجمهوريون المنفيون على إعادة تأسيس الملكية واعترفوا بحكومة خوان كارلوس الأول كحكومة شرعية لإسبانيا. جاءت اللحظة الحاسمة عندما التقى الزعيمان الاشتراكيان فيليبي غونثاليث وخافيير سولانا بخوان كارلوس الأول في قصر لازارزويلا في مدريد - وهو تأييد ضمني للنظام الملكي من جانب الاشتراكيين الجمهوريين المتشدد سابقًا. في 1 يوليو 1977، تم حل حكومة الجمهورية الإسبانية رسميًا. وفي بادرة مصالحة، استقبل خوان كارلوس الأول زعماء المنفى في حفل أقيم في مدريد.

## الرؤساء في المنفى
| # | صورة | الاسم                                 | من             | إلى            | الحزب                            |
| - | ---- | ------------------------------------- | -------------- | -------------- | -------------------------------- |
|   |      | دييغو مارتينيز باريو مؤقت             | 3 مارس 1939    | 11 مايو 1940   | الاتحاد الجمهوري                 |
|   |      | ألفارو دي ألبورنوز واي ليمينيانا مؤقت | 11 مايو 1940   | 17 أغسطس 1945  | مستقل                            |
| 1 |      | دييغو مارتينيز باريو                  | 17 أغسطس 1945  | 1 يناير 1962   | الاتحاد الجمهوري                 |
| 2 |      | لويس خيمينيز دي أسوا                  | 1 يناير 1962   | 16 نوفمبر 1970 | الحزب الاشتراكي العمالي الإسباني |
| 3 |      | خوسيه مالدونادو غونزاليس              | 16 نوفمبر 1970 | 1 يوليو 1977   | اليسار الجمهوري                  |

## رؤساء الوزراء في المنفى
| الصورة | الصورة | اسم (تاريخ الولادة–تاريخ الوفاة) | مدة المنصب          | مدة المنصب          | مدة المنصب | الحزب السياسي                    | الرئيس (الولاية)                     |
| الصورة | الصورة | اسم (تاريخ الولادة–تاريخ الوفاة) | تاريخ استلام المنصب | تاريخ مغادرة المنصب | الأيام     | الحزب السياسي                    | الرئيس (الولاية)                     |
| ------ | ------ | -------------------------------- | ------------------- | ------------------- | ---------- | -------------------------------- | ------------------------------------ |
|        |        | خوان نيغرين (1892–1956)          | 31 مارس 1939        | 17 أغسطس 1945       | 2331       | الحزب الاشتراكي العمالي الإسباني | ألفارو دي ألبورنوز (1939–1945)       |
|        |        | خوسيه غيرال (1879–1962)          | 17 أغسطس 1945       | 9 فبراير 1947       | 541        | اليسار الجمهوري                  | دييغو مارتينيز باريو (1945–1962)     |
|        |        | رودولفو يوبيس (1895–1983)        | 9 فبراير 1947       | 8 أغسطس 1947        | 180        | الحزب الاشتراكي العمالي الإسباني | دييغو مارتينيز باريو (1945–1962)     |
|        |        | ألفارو دي ألبورنوز (1879–1954)   | 8 أغسطس 1947        | 13 أغسطس 1951       | 1558       | الاتحاد الجمهوري ‏                | دييغو مارتينيز باريو (1945–1962)     |
|        |        | فيليكس جوردون (1885–1973)        | 13 أغسطس 1951       | 17 أبريل 1960       | 3170       | الاتحاد الجمهوري ‏                | دييغو مارتينيز باريو (1945–1962)     |
|        |        | إميليو هيريرا (1879–1967)        | 17 أبريل 1960       | 28 فبراير 1962      | 682        | مستقل                            | دييغو مارتينيز باريو (1945–1962)     |
|        |        | سانتشث ألبورنوث (1893–1984)      | 28 فبراير 1962      | 28 فبراير 1971      | 3287       | الاتحاد الجمهوري ‏                | لويس خيمينيز دي أسوا (1962–1970)     |
|        |        | فرناندو فاليرا (1899–1982)       | 28 فبراير 1971      | 21 يونيو 1977       | 2305       | الاتحاد الجمهوري ‏                | خوسيه مالدونادو غونزاليس (1970–1977) |

## الحل والانهاء
بعد فترة طويلة من ضعف أهميتها في سبعينيات القرن العشرين، أصدرت الجمهورية في المنفى بيانها بعد انتخابات 15 يونيو 1977، بعد ما يقرب من 38 عامًا خارج إسبانيا. بعد هذه الانتخابات بفترة وجيزة، أصدر آخر رئيس للجمهورية في المنفى، خوسيه مالدونادو، بالاشتراك مع فرناندو فاليرا أباريسيو، آخر رئيس لمجلس الوزراء ، إعلان رئاسة وحكومة الجمهورية الإسبانية في المنفى في 21 يونيو 1977، في باريس.

في هذا النص، يؤكد قادة الجمهورية في المنفى على الشرعية المؤسسية المنبثقة من دستور عام 1931 وصلاحية العمليات الانتخابية لعام 1931 و1933 و1936، التي تم الحفاظ عليها أثناء المنفى، "بهدف خاص يتمثل في إعادة ممارسة الشعب الحرة للحقوق المدنية ". كما يشيدون بحقيقة أن صناديق الاقتراع - على الرغم من أن أصلها يعود إلى شرعية فرانكو - تشير إلى "عملية جديدة تخلق شرعية ديمقراطية جديدة"،  مع الإشارة إلى عدم مشاركة الأحزاب الجمهورية في الانتخابات و"الافتقار إلى المراسلات العادلة" بين عدد الأصوات والمقاعد المخصصةوينتهي زعماء الجمهورية في المنفى إلى القول بأن:
وبهذا يتم حل الحكومة الجمهورية في المنفى رسميا مع كل مؤسساتها، من دون الاعتراف صراحة بالنظام الملكي الذي أقيم عام 1975، بل قبول ضمني بصحة وشرعية انتخابات عام 1977 والديمقراطية التي انبثقت عنها صراحة.

## روابط خارجية
- Javier Rubio, Los reconocimientos diplomáticos del Gobierno de la República española en el exilio[وصلة مكسورة]